# Vulgo
Vulgo è un'espressione latina (letteralmente si traduce: al popolo, per il popolo) significante che una certa denominazione, pur popolarmente invalsa nell'uso, non è esatta sul piano tecnico e/o scientifico, ragion per cui, nel medesimo contesto, viene di solito premessa la denominazione (o la locuzione) "dotta".
Potrebbe essere validamente sostituita con l'avverbio italiano "volgarmente", ma con l'avvertenza che quest'ultimo è spesso sinonimo di "oscenamente" (il che, quindi, introduce una valenza semantica del tutto inappropriata al caso).

## Esempi di impiego
- Parotite, vulgo: orecchioni.
- La locuzione vulgo è piuttosto ricorrente nella celebre toponomastica di Venezia, specie per quanto concerne l'ortografia di santi dell'Antico Testamento, sovente riportati con il nome "dotto" e con quello veneziano (esempio: Campo San Stae, è vulgo per Campo Sant'Eustachio).
- Testamento segreto o mistico, vulgo: misto (per contaminazione, storpiatura fonetica).
- La locuzione "vulgo" negli anni '90 venne inserita nella denominazione dell'unica Parrocchia presente a Milena, in provincia di Caltanissetta. Per anni, la Parrocchia era denominata "Parrocchia San Giuseppe"; tuttavia, quando fu eretta da Mons. Giovanni Jacono nel 1923, venne dedicata all'Immacolata. Attualmente, la denominazione è Parrocchia Immacolata vulgo San Giuseppe.